# Alfenus Warus
Publiusz Alfenus Warus – starożytny rzymski jurysta, uczeń Serwiusza Sulpicjusza Rufusa.

## Biografia
Napisał dzieło Digesta w 40 księgach, znane z cytatów u autorów późniejszych. Był konsulem dodatkowym (consul suffectus) w 39 p.n.e. oraz konsulem zwyczajnym (consul ordinarius) w 2 n.e.
Przydzielając weteranom ziemię w Galii Transpadańskiej w 41 p.n.e. zostawił nietkniętą posiadłość Wergiliusza, za co wdzięczny poeta dedykował mu VI eklogę.